# Andrew Eldritch

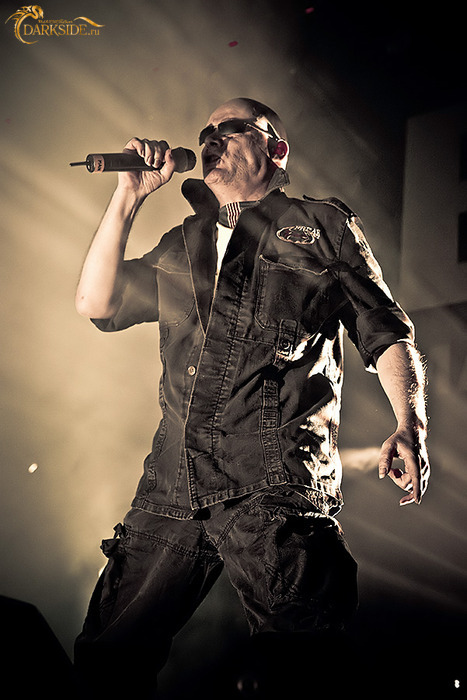
Andrew Eldritch (2009)

Andrew Eldritch, eigentlich Andrew William Harvey Taylor, (* 15. Mai 1959 in Ely, England) ist ein britischer Sänger, Komponist und Musikproduzent.

## Leben
Sein Vater gehörte der britischen Luftwaffe an. Er studierte zunächst französische und deutsche Literatur am St John’s College (Oxford), ab etwa 1978 chinesische Sprache (Putonghua) an der University of Leeds. Seine Studien beendete er jedoch nicht mit einem Abschluss. Über die Punk- und Underground-Szene lernte er Mark Pearman kennen und gründete mit ihm die Band The Sisters of Mercy.
Neben Songwriting produzierte er Musik für andere Bands, die vornehmlich seinem eigenen Indie-Label Merciful Release angehörten. Dazu fertigte er diverse Remixe an, unter anderem für das deutsche EBM-Projekt Die Krupps und die Hamburger Band Kastrierte Philosophen. Er fungierte zudem als Gastsänger bei Sarah Brightman und Gary Moore. 1997 gründete er das Projekt SSV-NSMABAAOTWMODAACOTIATW, um mit einer gezielt schlechten Aufnahme eine Auflösung seines Vertrags mit seinem damaligen Plattenlabel zu erreichen.
Eldritch spricht neben Englisch auch Deutsch und Französisch.